# SN76489

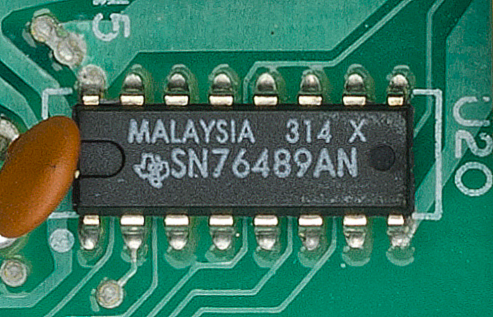

Texas Instruments SN76489 Pinout

De SN76489 is een door Texas Instruments ontwikkelde 4-kanaals-PSG-geluidschip. De chip is TTL-compatibel en werd voornamelijk toegepast in spelcomputers, speelhalspellen en thuiscomputers uit de jaren 1980 (onder andere in de Acorn BBC Micro).
De SN76489 produceert gelijkwaardige resultaten als General Instrument's AY-3-8910, een geluidschip afkomstig uit dezelfde periode.
De frequentie van de vierkante golven die door elk kanaal worden geproduceerd wordt bepaald door twee factoren: de snelheid van de externe klok en een waarde, aangeleverd door een besturingsregister, voor dat kanaal (genaamd N). De frequentie van elk kanaal wordt berekend door de klok te delen door 32 en vervolgens het resultaat te delen door N.

## Eigenschappen
De eigenschappen van de SN76489-chip zijn:
- drie programmeerbare toongenerators
- één programmeerbare white noisegenerator
- programmeerbare vermindering
- simultaan geluid
- TTL-compatibel
- tot 4 MHz klokinput¹
- mono geluidsuitvoer

¹ de SN76494N is identiek aan de SN76489AN behalve dat de maximale klokfrequentie invoer 500 kHz bedraagt. Een "deel-door-acht"-stap is verwijderd uit het inputschakelschema en slechts 4 klokimpulsen zijn vereist om de gegevens te laden, vergeleken met 32 impulsen voor de SN76489AN.

## Sega
Een SN76489-kloon is geïntegreerd in Sega's Video Display Controller (VDC) voor hun Master System, Game Gear en Mega Drive spelcomputers. De basisfuncties zijn hetzelfde, maar de willekeur voor het noisekanaal wordt afwijkend geproduceerd.